# Original Soundtracks 1
Original Soundtracks 1 — студийный альбом 1995 года, записанный U2 и Брайаном Ино как сторонний проект под псевдонимом Passengers. Это коллекция песен, записанных в основном к воображаемым фильмам (за исключением песен к фильмам «Схватка», «Призрак в доспехах», «Мисс Сараево» и «За облаками»).

## Предпосылка
U2 и продюсер Брайан Ино сформировали Passengers как сторонний проект в ходе предварительных сессий для альбома U2 1997 года Pop. Их намерением было записать саундтрек к фильму 1996 года Питера Гринуэя «Интимный дневник» в качестве разминки перед основной сессией Pop. Хотя планы не увенчались успехом, Ино предложил продолжить запись для воображаемых фильмов. U2 сначала не были уверены в затее, но согласились после того как Ино сказал им, что производство радиохитов не является целью сотрудничества.
U2 часто импровизировали в прошлом, и в сессиях Original Soundtracks 1 они занимались импровизациями к видеоклипам из разных фильмов Ино говорил: «Прослушивая оригинальные импровизации после издания вы чувствуете волнение […] Вы должны быть осторожны, чтобы не помешать гармоничному ходу процесса». Группа привлекла продюсера Хоуи Би (Howie B) для отбора и микширования некоторых треков через несколько часов после записи джем-сейшна.
Одной из целью группы при создании Original Soundtracks 1 было сделать «ночную» запись. Вокалист Боно говорил: «Такое ощущение, что это было в сверхскоростном пассажирском экспрессе в Токио. Каждая запись имеет местоположение, место, где вы любите слушать это, будь то спальня или клуб, а место этой записи в скором поезде. Хотя это медленная музыка. Но она имеет странное чувство скорости в фоне». Он также отметил, что при создании саундтреков визуальные подсказки от музыки более важны нежели сюжет текста песни. С этой идеей группа пыталась создать «визуальную музыку» во время записи, продолжая направление, которое началось с их песни Zooropa 1993 года.

## Сочинение, запись и композиция
Планы, запись и последующий выпуск альбома подробно описан в дневниках Ино A Year with Swollen Appendices.
Около половины альбома инструментальная, а вокальные треки в целом отличаются от характерных приёмов и мелодий, которые обычно ассоциируют с работами U2. Среди них Miss Sarajevo с вокалом итальянского тенора Лучано Паваротти считается самой запоминающейся.
В одной из песен, Your Blue Room, Адам Клейтон читает последний куплет. Это всего лишь второй записанный вокал Адама в U2 (первый был на Endless Deep, стороне «Б» сингла Two Hearts Beat as One 1983 года).
Брайан Ино упоминал некоторые дополнительные треки, записанные с японской певицей Холи (Holi), и что они могут быть выпущены когда-нибудь в будущем: «…На самом деле в течение четырёх часов мы сделали несколько вещей вместе. Некоторые другие фрагменты тоже подлинно прекрасны, и я уверен, что они увидят свет. Она была абсолютно превосходна».

## Музыка к фильмам
Согласно названию Original Soundtracks, альбом должен являться сборником песен, написанных для фильмов. Альбомный буклет содержит подробное описание фильмов, к которым была записана каждая песня. Большинства фильмов не существует; однако три из 13 фильмов, указанных в буклете, реально существуют: «За облаками», «Мисс Сараево» и «Призрак в доспехах».
Эту концепцию можно рассматривать как нечто вроде продолжения альбома Ино Music for Films.

## Реакция
Из-за характера музыки и решения о его выпуске под другим именем, альбом оказался наименее известным и плохо продаваемым в каталоге U2. Кроме того, критическая реакция со стороны прессы, поклонников и даже участников группы была неоднозначная. Барабанщик Ларри Маллен известен своей неприязнью альбома: «Есть тонкая грань между интересной музыкой и баловством. Мы пересекли её в записи Passengers». Позже в 2002 году, размышляя над альбомом, Маллен заявил: «Он не стал мне нравиться больше. Однако Miss Sarajevo — это классика». Боно в той же заметке возразил на заявление Маллена, утверждая, что «Ларри просто не любил [Passengers], потому что мы не дали ему играть на барабанах».

## Список композиций
Вся музыка написана Брайан Ино, Боно, Адам Клейтон, Эдж и Ларри Маллен.
| №                   | Название                                      | Из фильма                                                                                              | Длительность |
| ------------------- | --------------------------------------------- | --- | ------------ |
| 1.                  | «United Colours»                              | United Colours of Plutonium (Tetsuji Kobayashi, Japan)                                                 | 5:31         |
| 2.                  | «Slug»                                        | Slug (Peter von Heineken, Germany)                                                                     | 4:41         |
| 3.                  | «Your Blue Room»                              | Par-Delà Les Nuages/Beyond the Clouds (Michelangelo Antonioni/Wim Wenders, Italy)                      | 5:28         |
| 4.                  | «Always Forever Now»                          | Always Forever Now (John Leng Qi, Hong Kong)                                                           | 6:24         |
| 5.                  | «A Different Kind of Blue»                    | An Ordinary Day (Lurlene Clewman, USA)                                                                 | 2:02         |
| 6.                  | «Beach Sequence»                              | Par-Delà Les Nuages/Beyond the Clouds (Michelangelo Antonioni/Wim Wenders, Italy)                      | 3:31         |
| 7.                  | «Miss Sarajevo» (с участием Лучано Паваротти) | Miss Sarajevo (Bill Carter, US)                                                                        | 5:40         |
| 8.                  | «Ito Okashi» (с участием Холи)                | Ito Okashi/Something Beautiful (Rita Takashina, performance at Wakari Hotel Theatre Centre, Fukushima) | 3:25         |
| 9.                  | «One Minute Warning»                          | Ghost in the Shell (Mamoru Oshii, Япония)                                                              | 4:40         |
| 10.                 | «Corpse (These Chains are Way too Long)»      | Gibigiane/Reflections (Aldo Gianniccolo, Milan)                                                        | 3:35         |
| 11.                 | «Elvis Ate America» (с участием Хоуи Би)      | Elvis Ate America (Jeff Koons, New York)                                                               | 3:00         |
| 12.                 | «Plot 180»                                    | Hypnotize (Love Me 'til Dawn) (Peter Sedgeley, London)                                                 | 3:41         |
| 13.                 | «Theme from The Swan»                         | The Swan (Joseph Mamat, Hungary)                                                                       | 3:24         |
| 14.                 | «Theme from Let's Go Native»                  | Let's Go Native (Rodger Vuijkers, South Africa, unreleased)                                            | 3:08         |
| Общая длительность: | Общая длительность:                           | Общая длительность:                                                                                    | 58:10        |

| №                   | Название                                                    | Из фильма                                                        | Длительность |
| ------------------- | ----------------------------------------------------------- | ---------------------------------------------------------------- | ------------ |
| 15.                 | «Bottoms (Watashitachi No Ookina Yume) (Zoo Station Remix)» | Recording studio scene from Bottoms (Benny Bernstein, Australia) | 4:11         |
| Общая длительность: | Общая длительность:                                         | Общая длительность:                                              | 62:21        |

Miss Sarajevo была выпущена как успешный сингл, соперничавший (в Великобритании) за рождественское место номер 1, но в конечном итоге проигравший Earth Song Майкла Джексона; она также позже появится на сборнике U2 The Best of 1990–2000 в 2002 году. Your Blue Room планировалась как второй сингл, следующий за Miss Sarajevo, но его выпуск был отменён вследствие плохих продаж альбома. Песня была позже выпущена в качестве стороны «Б» сингла Staring at the Sun в 1997 году и на диске B-Sides The Best of 1990–2000.
Японское издание включает Bottoms (Watashitachi No Ookina Yume) (Zoo Station Remix) в качестве бонус-трека, которая также присутствует в качестве стороны «Б» сингла Miss Sarajevo. Трек является инструментальной версией песни U2 Zoo Station, которая присутствует в альбоме 1991 года Achtung Baby.
Always Forever Now лишь кратко звучит в фильме «Схватка», но появляется на саундтреке, который также включает другие песни Брайана Ино. Plot 180 была также использована в фильме «Схватка», но только в удалённой сцене.
Описания фильмов содержат много скрытых ссылок и шуток, начиная с описания предполагаемых авторов: «Ben O'Rian and C. S. J. Bofop» оба ссылаются на Брайана Ино. Первый является простой анаграммой имени, в то время как второй — замена каждой буквы на следующую букву алфавита. Описания фильмов содержат следующие ссылки:
- Slug:
  - «Peter von Heineken» – каламбур на менеджера U2 Пола Макгиннесса
  - «Karl Popper» – имя реального философа
  - «Jutta Minnit» – нечёткое написание фразы «Just a minute»
- Always Forever Now:
  - «Venda Davis» – анаграмма David Evans, реального имени Эджа
  - «Tanya McLoad» – анаграмма Adam Clayton
  - «Kiley Sue LaLonne» – анаграмма Anne-Louise Kelly, менеджера по производству альбома
  - «Pi Hoo Sun» – фонетическое написание P. Hewson, отсылка к реальному имени Боно Paul Hewson
- An Ordinary Day:
  - «Lurlene Clewman» – анаграмма Lawrence (Larry) Mullen
- Ito Okashi:
  - «...the face of a child drawn on a melon...» – отсылка к детскому лицу в альбомах Achtung Baby и Zooropa, а также ссылка на сборник Melon: Remixes for Propaganda
  - «Evans» – ссылка на David Evans, настоящее имя Эджа
  - «Tony Corbin» – ссылка на Anton Corbijn, известного фотографа, который работал с U2
- The Swan:
  - «Joseph Mamat» – анаграмма James Topham, Директора по маркетингу War Child Canada и бывшего Главного управляющего офиса издательства и менеджмента Брайана Ино
- Let's Go Native:
  - «Barry Boedders» – одна лишняя «r» до анаграммы Des Broadbery, члена команды студии, в которой записывался альбом

## Хит-парады
| Хит-парад (1995)    | Высшая позиция |
| ------------------- | -------------- |
| Австралия           | 11             |
| Австрия             | 40             |
| Бельгия (Фландрия)  | 35             |
| Бельгия (Валлония)  | 14             |
| Канада              | 15             |
| Нидерланды          | 38             |
| Новая Зеландия      | 9              |
| Швеция              | 28             |
| Великобритания      | 12             |
| США (Billboard 200) | 76             |

## Участники записи
Passengers:
- Брайан Ино – концепция, секвенсоры, синтезаторы, обработка, микширование, хоровое пение; вокал в A Different Kind of Blue
- Боно – вокал, гитара; фортепиано в Beach Sequence
- Адам Клейтон – бас; чтение в Your Blue Room
- Эдж – гитары, хоровое пение; вокал в Corpse (These Chains Are Way Too Long), орган в Your Blue Room
- Ларри Маллен – барабаны, перкуссия; ритм-секвенсия в One Minute Warning, ритм-синтезатор в United Colours
- Лучано Паваротти – тенор в Miss Sarajevo
- Холи – вокал/соавторство Ito Okashi; голос в One Minute Warning
- Хоуи Би – микширование, обработка, скрэтчинг; оклики, ритм-дорожка и соавторство Elvis Ate America
- Крэйг Армстронг – струнная аранжировка в Miss Sarajevo
- Пол Барретт – струнная аранжировка в Always Forever Now
- Дез Бродбери – секвенсор в Always Forever Now
- Дэвид Герберт – саксофон в United Colours и Corpse (These Chains Are Way Too Long)
- Холгер Шендерлан – дополнительный синтезатор в One Minute Warning